# Quintessenz (Physik)
Quintessenz oder Quintessence ist in der Physik ein Modell der Dunklen Energie, die als Erklärung für eine sich beschleunigende Expansion des Universums herangezogen wird.
Im Gegensatz zur philosophischen bzw. alchemistischen Quinta Essentia, welche sich im ursprünglichsten Sinne auf ein fünftes Element (neben Feuer, Wasser, Erde, Luft) bezieht, kann man die Begrifflichkeit aus der Physik eher als die fünfte bekannte Grundkraft definieren, neben Gravitation, Elektromagnetismus, starker und schwacher Wechselwirkung.
Der Begriff wurde von R. R. Caldwell, Rahul Dave und Paul J. Steinhardt 1998 eingeführt. Untersuchungen über solche zeitlich veränderlichen kosmologischen Skalarfelder gab es aber schon seit den 1980er Jahren (Bharat Ratra, James Peebles 1988).
Quintessenz ist nach theoretischen Vorstellungen ein dynamisches (zeitlich veränderliches), selbst-wechselwirkendes skalares Feld. Bezeichnet w das Verhältnis von Druck p zu Energiedichte ρ:
{\displaystyle w={\frac {p}{\rho }},}
so ist dieses bei der Quintessenz negativ (negativer Druck):
{\displaystyle w<0,}
ebenso wie bei der kosmologischen Konstanten, im Gegensatz zu allen bekannten Materieformen. Im Gegensatz zur kosmologischen Konstante, die w = −1 hat, verändert sich die Quintessenz im Laufe der Zeit, so dass sie sich auch aus einem positiven Wert in der Frühzeit des Universums entwickelt haben kann (der Wert von w ergibt sich aus dem Verhältnis von potentieller zu kinetischer Energie des Quintessenz-Feldes).
Viele Modelle, die Quintessenz enthalten, weisen ein Folge-Schema auf (Tracker-Verhalten), wodurch das Problem der kosmologischen Konstanten teilweise gelöst wird (Ratra/Peebles 1988, Steinhardt u. a. 1999). In diesen Modellen hat das Quintessenz-Feld eine Dichte, die der Strahlungsdichte folgt (aber etwas geringer bleibt), bis das Gleichgewicht zwischen Strahlung und Materie eintritt. Von diesem Zeitpunkt an wirkt Quintessenz als Dunkle Energie, die auf Sicht die Entwicklung des Universums bestimmt.
Sonderfälle von Quintessenz sind die Phantom-Energie mit w < −1 und K-Essenz (Kinetische Essenz) mit einer Nicht-Standard-Form der kinetischen Energie.